# 阿蒂约

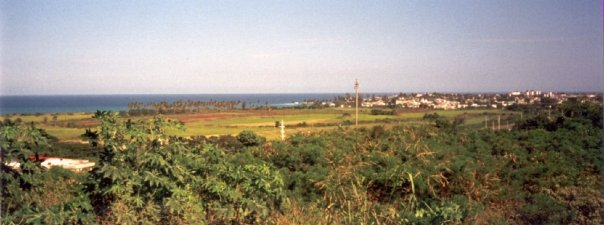

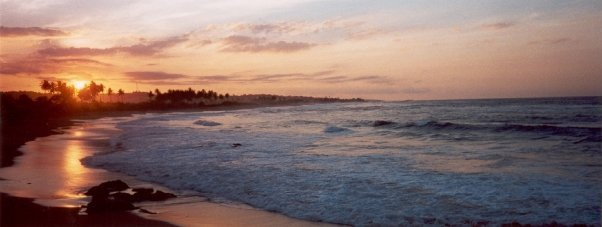

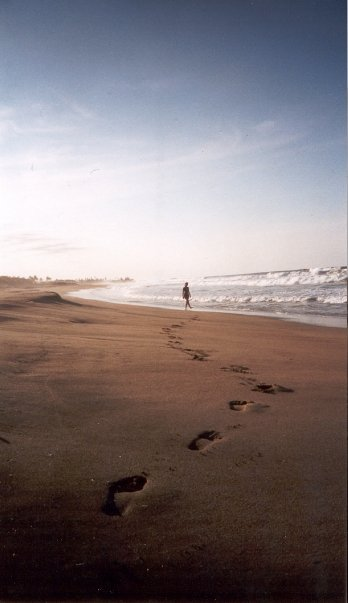

阿蒂约（西班牙語：Hatillo，西班牙語發音：[aˈtiʎo]）是波多黎各的城鎮，位於該島北部，始建於1823年6月30日，面積152平方公里，海拔高度99米，主要農產品有甘蔗和椰子，2010年人口41,953，人口密度每平方公里280人。

## 外部連結
- Hatillo and its barrios, United States Census Bureau